# Cachoeira do Salitre
Cachoeira do Salitre é uma cachoeira localizada no município de Itumbiara, no interior do estado brasileiro de Goiás. Está localizada na zona rural do município, nos limites com Buriti Alegre. É um dos principais atrativos turísticos naturais do município.